# Giovanni Costanzo
Pour les articles homonymes, voir Costanzo.
Giovanni Costanzo, né le 14 mars 1915 à Biella dans le Piémont et décédé le 6 septembre 1961 dans la même ville, est un footballeur italien, qui évoluait au poste d'attaquant, avant de devenir ensuite entraîneur.
Il détient le record du plus grand nombre de buts marqués en Serie B italienne (143 buts).

## Palmarès
| Livourne - Championnat d'Italie D2 (1) : - Champion : 1936-37. |  | Spezia - Championnat d'Italie D2 : - Meilleur buteur : 1941-42 (24 buts) et 1942-43 (22 buts). |  | Biellese - Championnat d'Italie D3 (1) : - Champion : 1947-48. |